# 小行星6431
小行星6431是一颗围绕太阳公转的小行星。1967年10月30日，盧波什·科胡特克在汉堡发现了此天体。
这颗小行星的绝对星等为222.7863237015613等。